# Els Garidells
Els Garidells è un comune spagnolo di 175 abitanti situato nella comunità autonoma della Catalogna.